# ال ملا
ال ملا (به اسپانیایی: El Mela) یک کوه در آرژانتین است که در استان لا ریوخا، آرژانتین واقع شده‌است. ال ملا ۴٬۱۵۰ متر بالاتر از سطح دریا واقع شده‌است.